# Fernando Novas
Fernando E. Novas, PhD. je argentinský paleontolog, žijící a pracující v Buenos Aires (Bernardino Rivadavia Natural History Argentine Museum). Novas proslul především jako vědec, který popsal několik rodů argentinských dinosaurů i jiných pravěkých obratlovců. Jeho jméno je spojeno také s popisem obřího sauropoda rodu Puertasaurus.

## Seznam Novasem popsaných druhů dinosaurů
- Abelisaurus comahuensis (1985)
- Aniksosaurus darwini (2006)
- Austroraptor cabazai (2008)
- Frenguellisaurus(=Herrerasaurus) ischigualastensis (1986)
- Megaraptor namunhuaiquii (1998)
- Neuquenraptor argentinus (2005)
- Orkoraptor burkei (2008)
- Patagonykus puertai (1996)
- Puertasaurus reuili (2005)
- Skorpiovenator bustingorryi (2008)
- Talenkauen santacrucensis (2004)
- Tyrannotitan chubutensis (2005)
- Unenlagia comahuensis (1997)